# Lancashire Amateur League
Lancashire Amateur League är en engelsk fotbollsliga baserad i Lancashire, grundad 1899. Den har sex divisioner och toppdivisionen Premier Division ligger på nivå 13 i det engelska ligasystemet.
Vinnaren av Premier Division kan ansöka om uppflyttning till West Lancashire Football League.

## Mästare
| Säsong  | Premier Division     | Division One        | Division Two                  | Division Three             | Division Four          | Division Five           |
| ------- | -------------------- | ------------------- | ----------------------------- | -------------------------- | ---------------------- | ----------------------- |
| 1999/00 | Rivington            | Rossendale Amateurs | Old Blackburnians             |                            |                        |                         |
| 2000/01 | Highfield United     | Bolton County       | Old Mancunians                |                            |                        |                         |
| 2001/02 | Gregorians           | Radcliffe Amateurs  | Walkden AFC                   |                            |                        |                         |
| 2002/03 | Rossendale Amateurs  | Heywood St James    | Hindley AFC                   |                            |                        |                         |
| 2003/04 | Gregorians           | Old Mancunians      | Gregorians AFC                |                            |                        |                         |
| 2004/05 | Prairie United       | Walshaw SC          | Chaddertonians Reserves       | Walshaw SC Reserves        | Fairfield Reserves     | Gregorians ‘A’          |
| 2005/06 | Little Lever SC      | Hindley Juniors     | Spotland Methodists           | Old Blackburnians Reserves | Hesketh Casuals ‘A’    | Radcliffe Boys Reserves |
| 2006/07 | Rochdale St Clements | Old Blackburnians   | Failsworth Dynamos            | Rochdale St.Clements "A"   | Bury Amateurs Reserves | Rossendale Amateurs "A" |
| 2007/08 | Rossendale Amateurs  | Failsworth Dynamos  | Howe Bridge Mills             | Hesketh Casuals Reserves   | Mostonians Reserves    | Bury Amateurs "A"       |
| 2008/09 | Old Blackburnians    | Howe Bridge Mills   | Rossendale Amateurs Reserves  | Mostonians Reserves        | Castle Hill Reserves   | Radcliffe Boys Reserves |
| 2009/10 | Little Lever SC      | Horwich Victoria    | Prestwich                     | Roach Dynamos              | Chaddertonians A       | Hesketh Casuals A       |
| 2010/11 | Failsworth Dynamos   | Prestwich           | Rochdale St Clements Reserves | North Walkden              | Old Boltonians A       | Prestwich Reserves      |

Källa: FA Full-Time och officiella webbplatsen